# Карпович Петро Володимирович
Петро Володимирович Карпович (1874, Гомель - 1917, Північне море) — російський революціонер, терорист, член РСДРП (соціал-демократичної партії,  "есдеків") і ПСР, партії соцалістів-революціонерів або "есерів", член "Бойової організації", вбивця міністра народної освіти Боголєпова.

## Біографія
Народився 1874 року в Гомелі . Позашлюбний син поміщика А. Я. Савельєва  . Проходив навчання у Гомельській та Слуцькій гімназіях. В 1895 вступив на медичний факультет Московського університету, але був виключений з університету (1896) за участь у маніфестації з приводу піврічниці Ходинської катастрофи, висланий на батьківщину, займався сільським господарством. 
У 1898 - 1899 роках навчався на медичному факультеті Юріївського університету, з якого був виключений за участь у студентських заворушеннях та членство в «Союзній раді об'єднаних студентських земляцтв та організацій». У проміжок між навчанням в університетах вів революційну агітацію у низці міст, зокрема, у Гомелі та Несвіжі . Карпович був одним із провідних організаторів Гомельського комітету Російської соціал-демократичної робітничої партії, забезпечував нелегальні поставки літератури "марксистського толку".
У 1899 році емігрував до Німеччини, втікши від переслідувань з боку поліції. Продовжив освіту, став вільним слухачем Берлінського університету . 
В 1900 зблизився з членами партії соціалістів-революціонерів (есерів), став гарячим прихильником політичного терору  . У 1900 році за участь у студентських заворушеннях було віддано в солдати 183 студенти Київського та Санкт-Петербурзького університетів. Це викликало сильну агітацію серед російської молоді, яка навчається за кордоном, зокрема в Берліні. 
На початку лютого 1901 року у Берліні відбулося кілька зборів, у яких присутні агітували у сенсі необхідності вжиття репресивних заходів проти представників Радянського уряду. Серед таких агітаторів особливо виділявся Петро Карпович, який під впливом цих розмов і виїхав 10 лютого 1901 р. до Петербурга.  , а 14 лютого 1901 року з власної ініціативи, без підтримки будь-якої політичної організації вчинив замах на міністра освіти М. П. Боголєпова  . 
Сам Карпович писав:
|  | «Повільно, але правильно рухався я до такого рішення. Ця звістка дала мені пережити всією моєю істотою, над якою прірвою ходять сотні людей, найкращих людей Росії. І я вирішив помститися. Найважливіше питання для мене було – вбивство, друге – уникнути справи чи бажання жити; але життя і революційне справа зрослися мені воєдино. Потім ви, мої друзі, а потім все інше (...) Як тільки я вирішив, стало так спокійно на душі, так тихо; часом мені було якось затишно, тепло. » |

Карпович був не самотній у такому прагненні, після віддачі студентів у солдати ідея вбивства Боголепова бродила в революційному студентському середовищі. Борис Савінков згадує, що до «Петербурзького союзу боротьби за звільнення робітничого класу», до якого він тоді належав, звертався Олексій Покотилов, який приїхав із Києва зі спеціальною метою вбивства Боголепова, але сприяння не отримав, оскільки «вбивство міністра народної освіти здавалося тоді нам непотрібним і навряд чи можливим, ... Карпович випадково мене попередив»  .

## Вбивство Боголепова

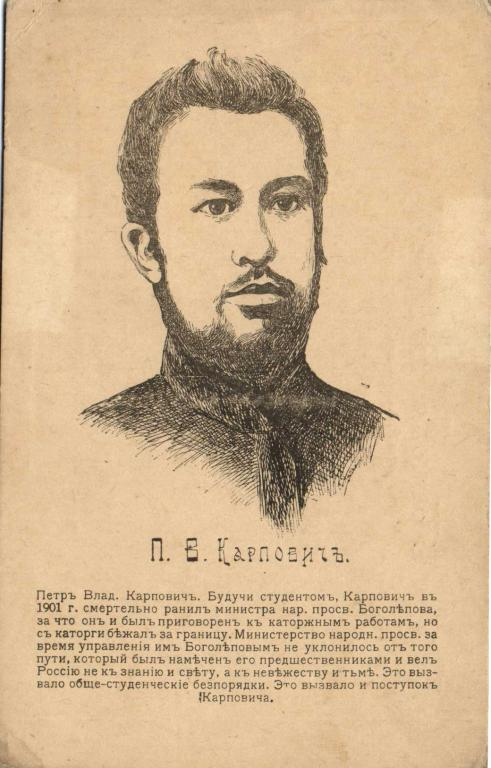

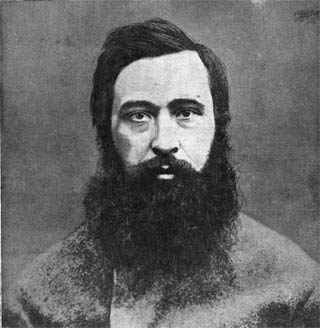
Петро Карпович у роки заслання

14 (27) лютого 1901 року близько 13 години Карпович зайшов до приймальні Міністерства освіти, де в цей час проводив прийом Боголєпов. Він з'явився з проханням про своє зарахування до Петербурзького технологічного інституту і за вказівкою служителя став поруч із міським головою Чернігова, що прийшов із клопотанням про відкриття у місті реального училища. 
Останньому Боголєпов, який обходив прохачів, відмовив зі словами: 
«Надайте нам посвідчення від поміщиків і дворян, що вони віддаватимуть до училища дітей... Ми не бажаємо відкривати училища для різночинців», що, за визнанням Карповича на суді, розвіяло його останні сумніви . 
Потім Боголєпов взяв у Карповича прохання і обернувся до "чернігівця" для продовження розмови, і тоді Карпович вистрілив у нього ззаду з револьвера «Сміт і Вессон», куля потрапила в шию. Рана Боголепова не була смертельною, але він помер 16 днів від зараження крові..
Карпович відкинув револьвер і прохання і спокійно віддався охороні, що підбігла, зі словами: «Не бійтеся, я не піду, я зробив свою справу». 
17 березня 1901 року Карпович постав перед судом Санкт-Петербурзької судової палати. У злочині, скоєному ним, він не покаявся, в останньому слові заявив:
|  | ...Я був упевнений, що буду судимий військовим судом і засуджений до смертної кари. Так я думав, і це не дуже налякало мене. Але мене судять, виявляється, загальнокримінальним судом, і смертної кари немає у його розпорядженні. Готового до смерті, мене, природно, не залякає і вже, звичайно, не виправить... |

Суд засудив Карповича до 20 років каторжних робіт. Перші роки він відбував покарання в Шліссельбурзькій фортеці, в 1906 Карпович був засланий в Акатуйську в'язницю. Петро потрапив під два маніфести про амністію, його термін було значно скорочено, і 1907 року його було звільнено з в'язниці та відправлено на поселення, звідки одразу ж утік. 

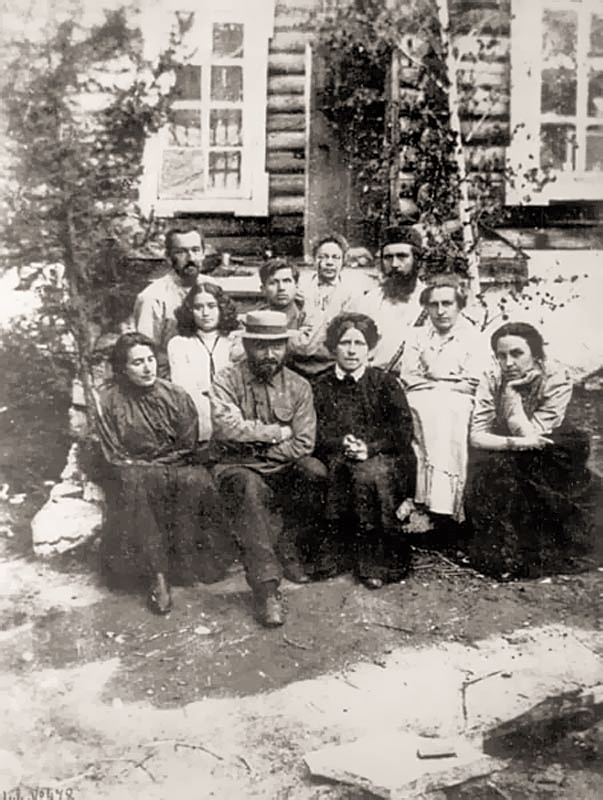
Перший ряд: Марія Школьнік, Г. Гершуні, Марія Спиридонова, Олександра Ізмайлович, Анастасія Біценко;
другий ряд: Єгор Созонов, Ревека Фіалка, Петро Сидорчук, Лідія Єзерська, Петро Карпович. Акатуй

## Подальша доля
Після втечі з заслання приїхав до Петербурга, де вступив до партії соціалістів-революціонерів, в якій зайняв чільне становище в Бойовій організації есерів, ставши помічником Е. Ф. Азефа замість Б.В. Савінкова, що відійшов від справ. 
У 1908 році він взяв безпосередню участь в організації замаху на імператора Миколи II. Карпович безмежно довіряв Азефу і не вірив у його провокаторство. 
Після викриття Азефа Карпович відсторонився від партійної діяльності, перебрався до Лондона, де спробував вступити до Політехнічного інституту, але провалився . 
За даними Департаменту Поліції, 1909 року Карпович входив до бойової групи, організованої Борисом Савінковим (Чернов, Колосов, Бєрдо-Долінін, Петро Карпович, Коморський та невідомий).
Жив у Лондоні, працюючи банщиком-масажистом. Часто зустрічався з І. М. Майським.
Після перемоги Лютневої революції в 1917 році він вирішив повернутися до Росії, але пароплав "Zara", що йшов з Лондона в Трондхейм, був торпедований німецьким підводним човном у Північному морі 13 квітня 1917 року, і Карпович загинув. 